# 三太郎の日記
三太郎の日記（さんたろうのにっき）は、哲学者阿部次郎が著した随筆評論集。
1914年（大正3年）刊。のち続編をあわせて『合本・三太郎の日記』(1918)として刊行。

## 概要
著者が東京帝国大学卒業のころ(1911)から雑誌・新聞に書いていた自我や理想についての感想批評の小編を集めたもの。
暗愚な三太郎が自己の行為や情操や想念を、少しも飾らず仮借せず、理想に照らして究明する。その誠実な姿勢と鋭利な思弁とは、従来に例をみない魅力で、一世を風靡(ふうび)し、ほとんど30年にわたって（第二次世界大戦まで）、教養ある若者の必読の書となった。
著者の人間観は行動的、芸術的な混沌(こんとん)を含み、それを分析処理するのは西洋的論理の整然たるものであったから、結果として赤裸々な自己告白が、堅固な欧文脈によって男らしく迫ってくるのである。自己の内面から発するものに究極の価値を置く、著者後年の「人格主義」の源泉はここにあるが、また近代日本の文体の主流をなす欧文脈の完成と定着がここにみられることに注目すべきである。